# Homophylax rentzi
Homophylax rentzi là một loài Trichoptera trong họ Limnephilidae. Chúng phân bố ở miền Tân bắc.